# 球花石豆兰
球花石豆兰（学名：Bulbophyllum repens）为兰科石豆兰属下的一个种。分布于印度、越南、以及中国的海南和西藏。

## 扩展阅读
維基物種上的相關：球花石豆兰